# Heijenrath
Heijenrath (Limburgs: Heieret) is een gehucht gelegen in de Nederlandse provincie Limburg met ongeveer 160 inwoners. Het gehucht is gelegen in de gemeente Gulpen-Wittem, boven op een heuvelplateau, het Plateau van Crapoel, tussen Slenaken in het Gulpdal ten westen en Epen in het Geuldal ten oosten. Ten noorden van Heijenrath begint het Pesakerdal dat richting het noordwesten zich steeds dieper in het plateau insnijdt. 
Het gehucht is vooral bekend omdat het gelegen is bovenaan de Loorberg, een van de zwaarste en langste beklimmingen in de wielerklassieker Amstel Gold Race. Deze berg wordt tijdens de wedstrijd meerdere malen beklommen.
In het gehucht staat aan een kruispunt van wegen de Mariakapel Heijenrath.
In de omgeving van Heijenrath liggen verschillende hellingbossen. In het westen ligt het Groote Bosch, in het zuiden het Roebelsbos, in het zuidoosten het Onderste Bosch en in het oosten De Molt.
| Aangrenzende bossen | Aangrenzende bossen | Aangrenzende bossen | Aangrenzende bossen | Aangrenzende bossen |
| ------------------- | ------------------- | ------------------- | ------------------- | ------------------- |
|                     |                     |                     |                     |                     |
|                     |                     |                     |                     |                     |
| Groote Bosch        | De Molt             |                     |                     |                     |
|                     |                     |                     |                     |                     |
|                     |                     | Roebelsbos          |                     | Onderste Bosch      |

## Vakwerkboerderij in Heijenrath
In Heijenrath staat één vakwerkboerderij die een rijksmonument is.

De vakwerkboerderij van Heijenrath
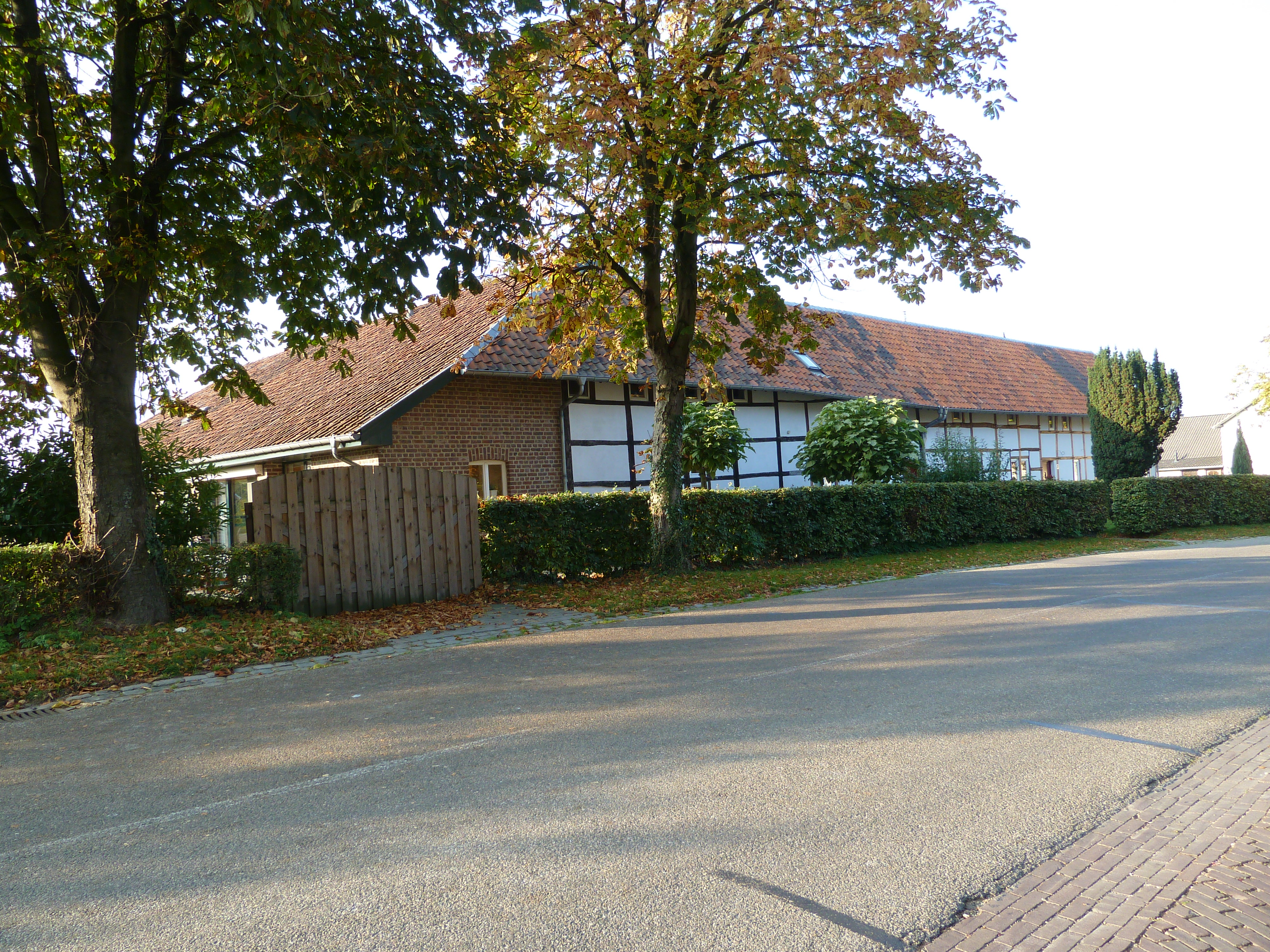
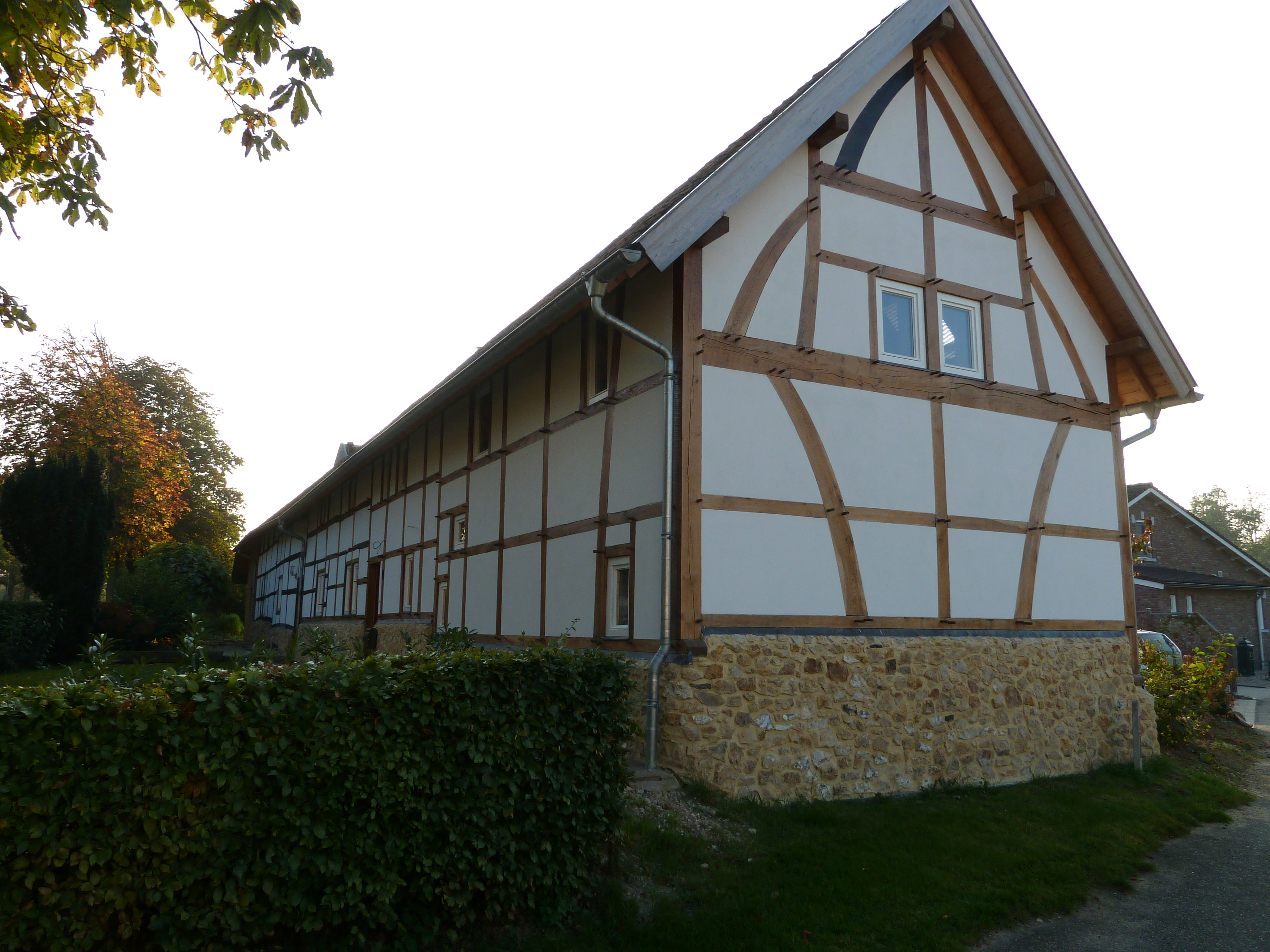
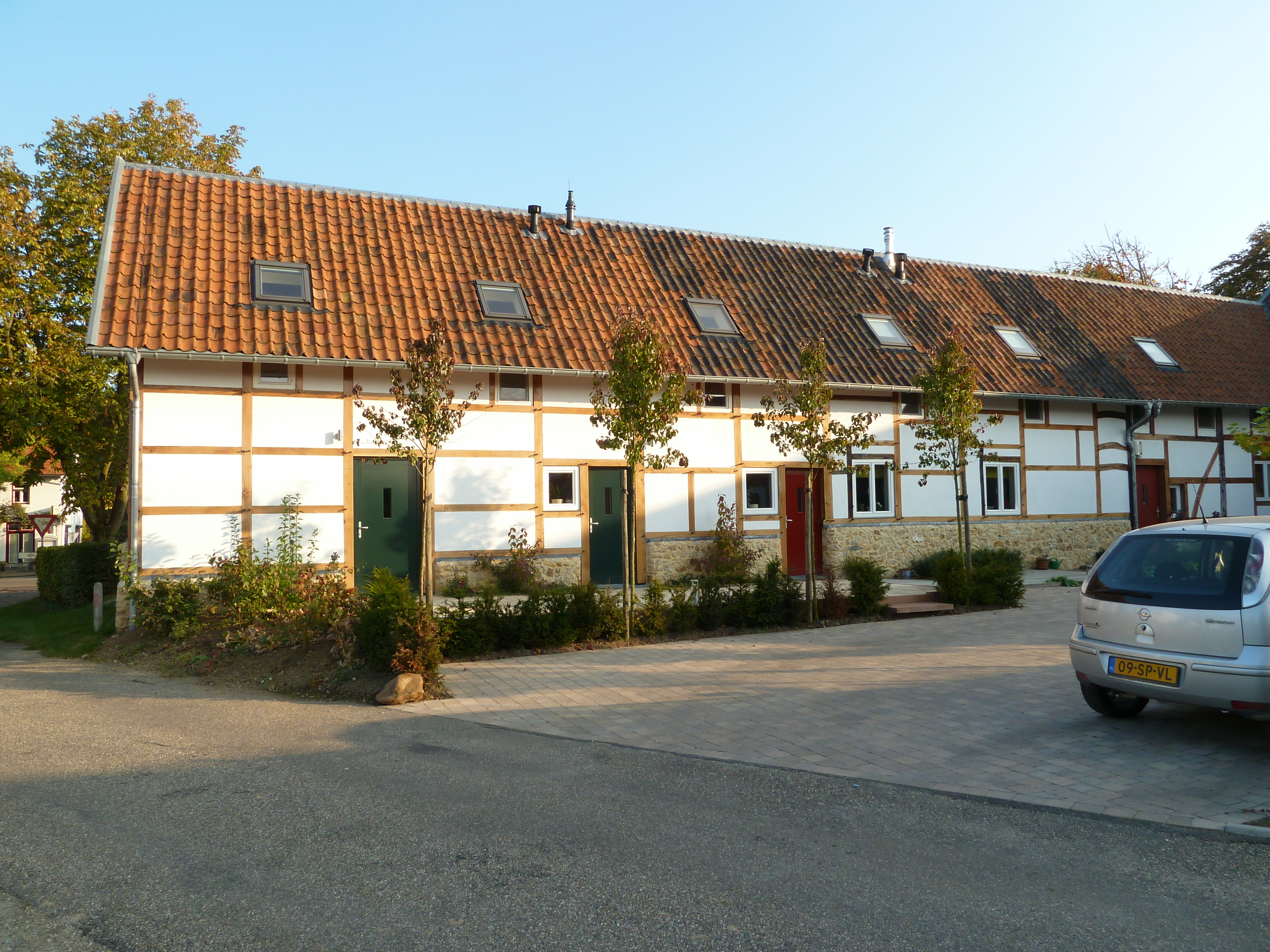
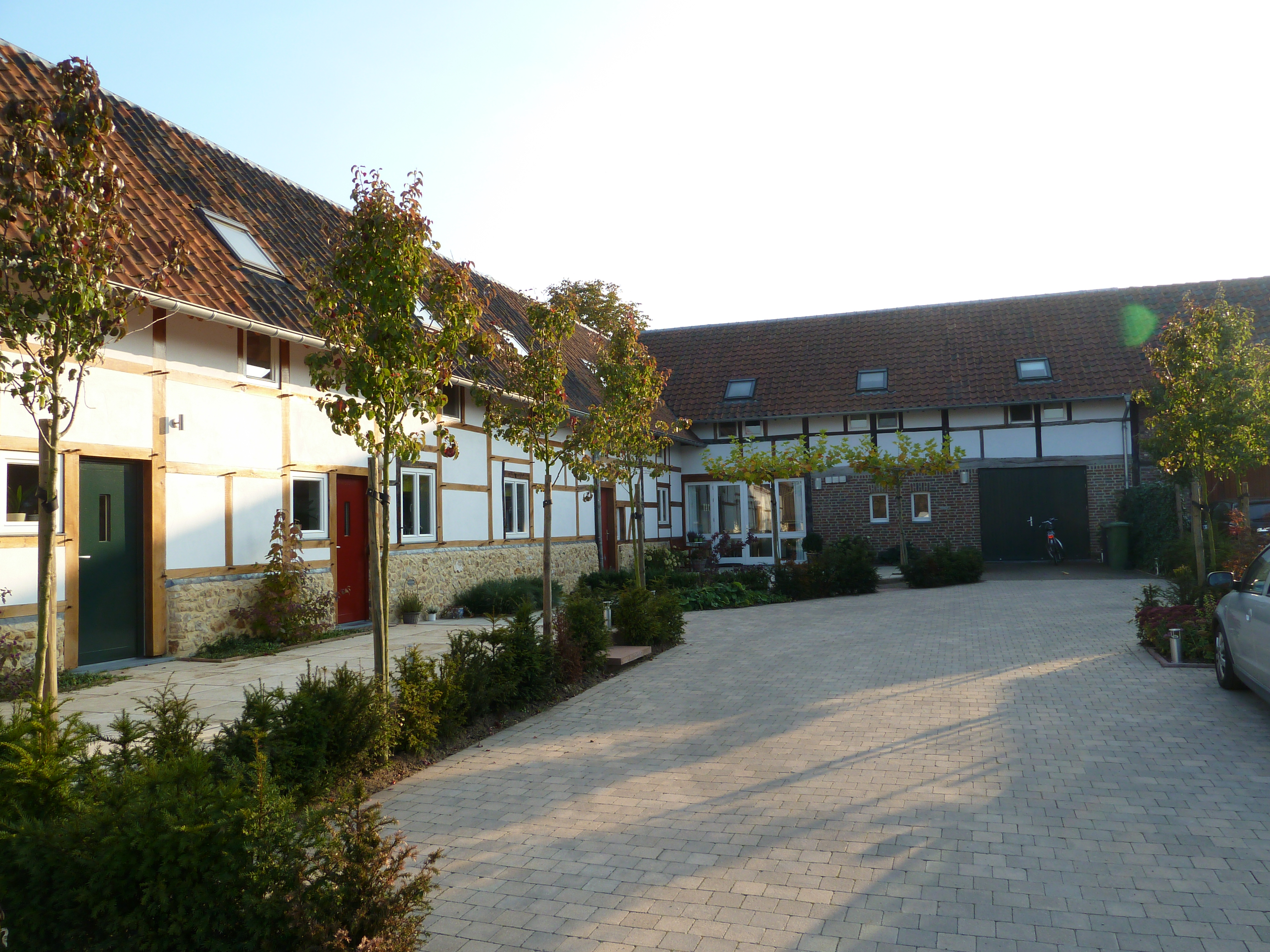

## Zie ook

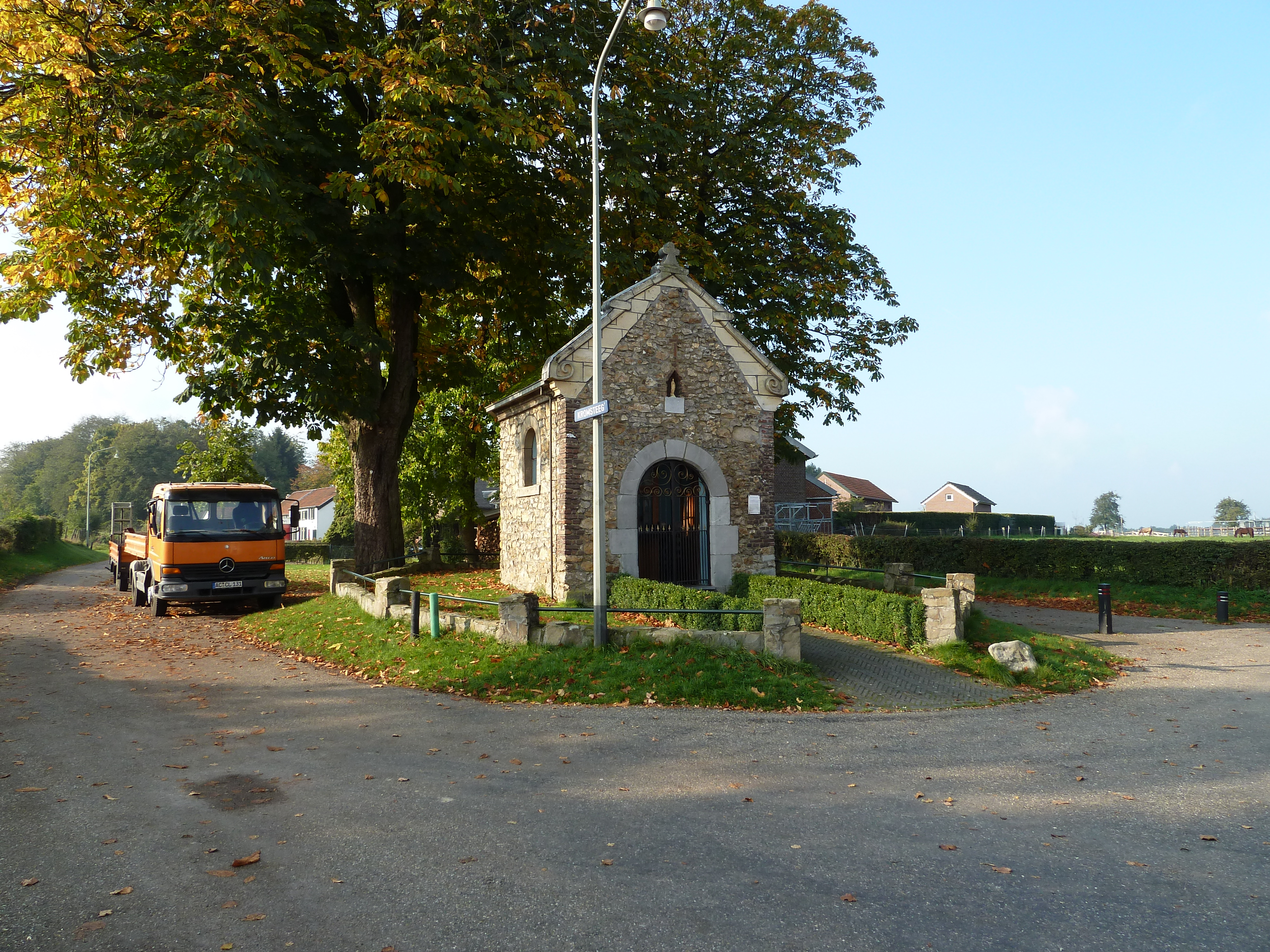
Mariakapel
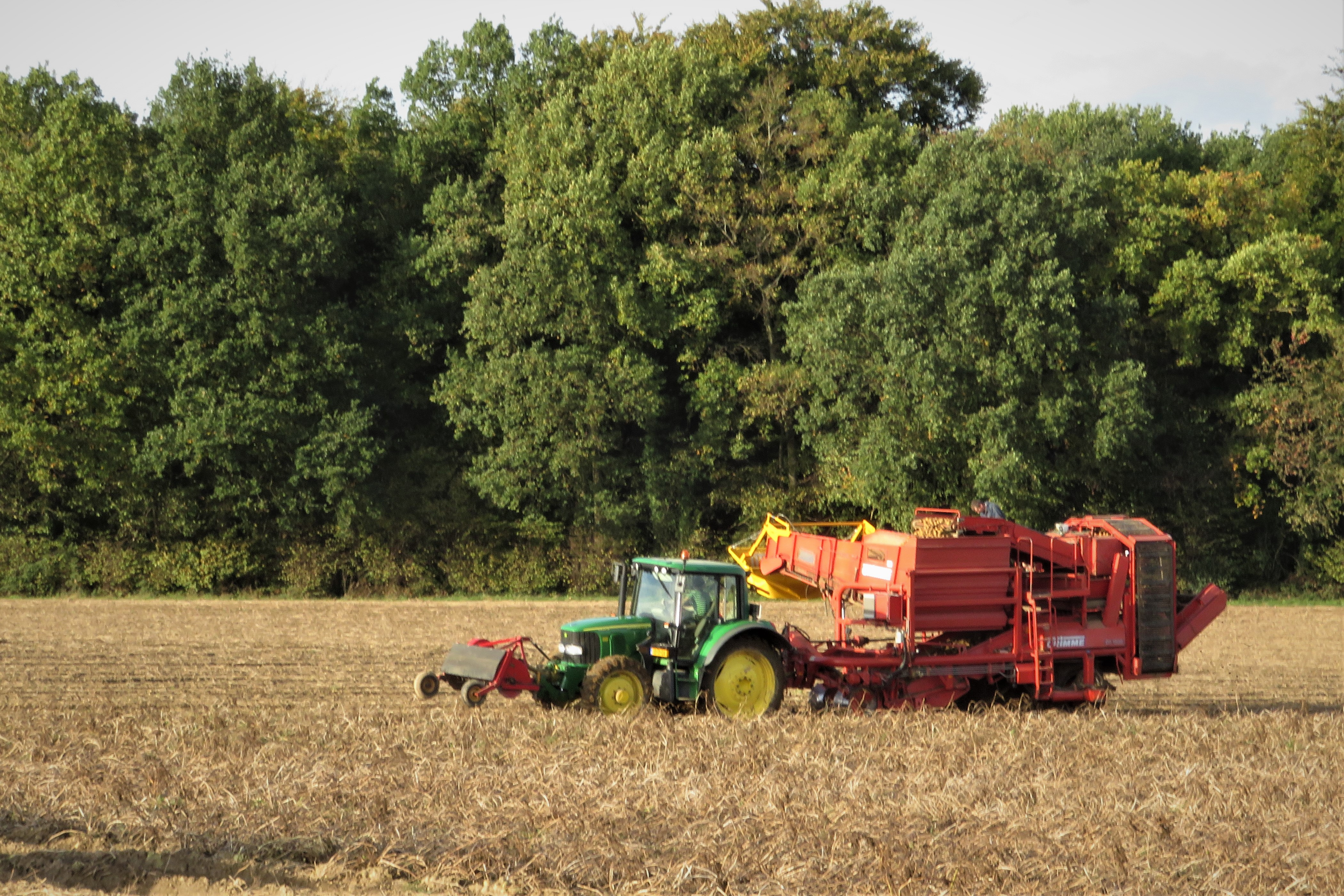
Aardappeloogst